# Sirthouli
Sirthouli (nep. सिर्थौली) – gaun wikas samiti w środkowej części Nepalu w strefie Dźanakpur w dystrykcie Sindhuli. Według nepalskiego spisu powszechnego z 2001 roku liczył on 1340 gospodarstw domowych i 7440 mieszkańców (3669 kobiet i 3771 mężczyzn).